# Astragalus helleri
Astragalus helleri är en ärtväxtart som beskrevs av Edward Fenzl. Astragalus helleri ingår i släktet vedlar, och familjen ärtväxter. Inga underarter finns listade i Catalogue of Life.